# Reliefs de la colonne Trajane

Colonne Trajane.

Les reliefs de la colonne Trajane forment un bas-relief qui s'enroule en hélice autour du fût de la colonne Trajane, de la base au sommet. Ils racontent, du point de vue des Romains, le déroulement des guerres que Trajan a menées en Dacie.
Pour un article plus général, voir Colonne Trajane.

## Histoire

### Construction de la colonne Trajane
Dès la fin de la deuxième guerre dacique, Trajan décide de célébrer son triomphe par la construction d'un grand forum à Rome et confie la supervision des travaux, financés grâce au butin amassé lors de la conquête de la Dacie, à l'architecte Apollodore de Damas. La construction du forum de Trajan nécessite de lourds travaux d'excavation pour agrandir la zone constructible au nord-est du Forum Romain, afin d'araser l'ensellement reliant les collines du Capitole et du Quirinal. De tels travaux, qui transforment irrémédiablement le paysage, peuvent être considérés comme un sacrilège (sacrilegium) et c'est peut-être comme monument expiatoire (piaculum) qu'est élevée la colonne Trajane, dont la hauteur rappelle celle de la colline qui a été supprimée. La colonne est dédiée le 12 mai 113.

### Réalisation des reliefs

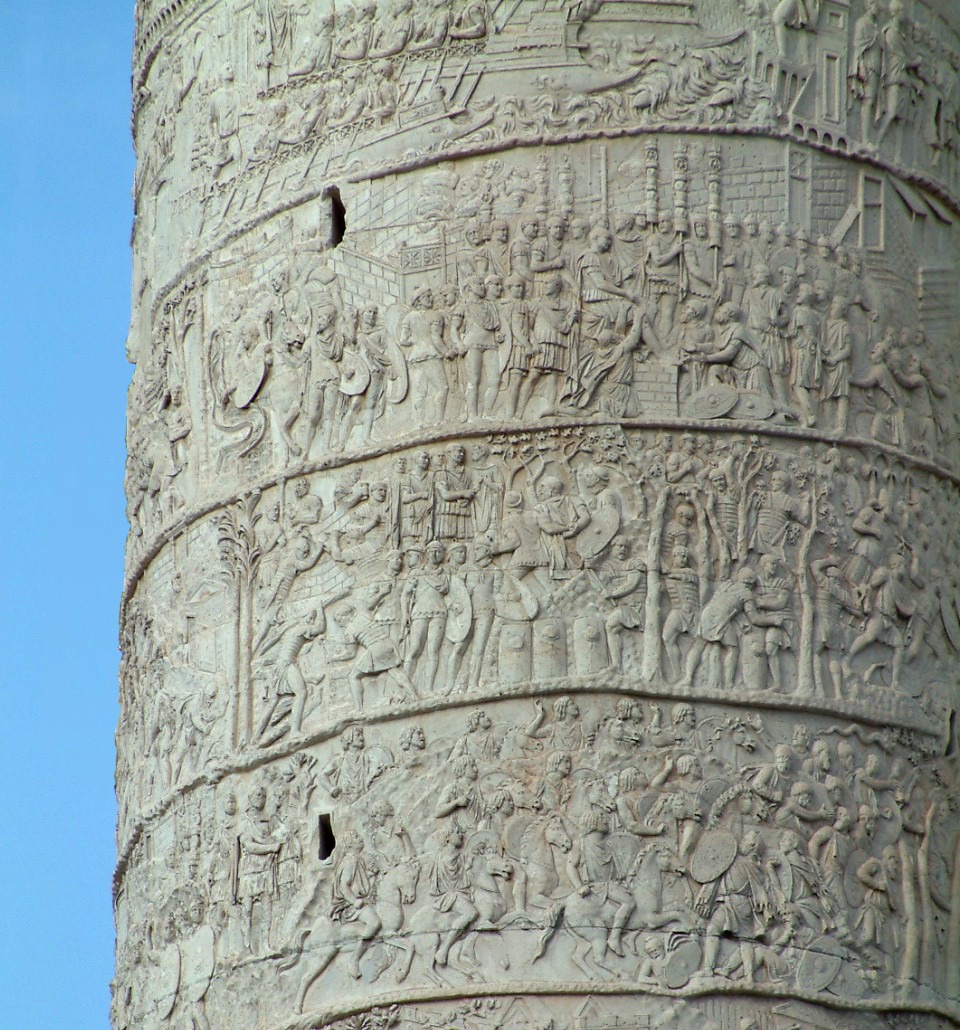
Détail du fût de la colonne Trajane, montrant les reliefs sur près de quatre spires.

De nombreuses hypothèses ont été émises proposant les étapes de construction de la colonne et des reliefs. L’une d’elles en donne trois principales. Tout d’abord, il a fallu réaliser le dessin sur rouleaux des reliefs pour qu’ils puissent être soumis à l’examen du commanditaire. Ensuite, on a probablement créé une maquette de la colonne afin d’optimiser la succession des scènes le long de la frise. Et enfin, on a pu se lancer dans le montage des blocs et le travail des sculpteurs sur la colonne au fur et à mesure de son érection.
Les reliefs semblent avoir été ébauchés avant que les blocs de marbre de la colonne ne soient assemblés et ils ne sont achevés qu'après la fin de la construction. La hauteur de la frise varie tout au long des 23 spires entre 0,8 mètre et 1,5 mètre. Elle est comprise entre 1,1 et 1,2 mètre jusqu’à la treizième spire puis diminue jusqu’à 0,8 mètre à la dix-neuvième spire. C’est seulement sur les dernières spires que la frise s’élargit jusqu’à atteindre sa hauteur maximale. Cette observation semble contradictoire avec l'explication généralement admise depuis le XVIe siècle qui veut que l'artiste ait voulu anticiper l’éloignement du spectateur en agrandissant progressivement les sujets. Il semblerait plutôt que les sculpteurs, progressant le long du fût en même temps que la colonne est peu à peu montée, n’aient pas pu évaluer correctement la place qui leur restait et n’aient pu corriger la taille de la frise qu’une fois la colonne entièrement bâtie.
Les sculpteurs ont commencé en taillant des formes grossières avec des outils larges et ne permettant pas de sculpter de fins détails. Au fur et à mesure de l’avancement des travaux, les outils utilisés se sont faits de plus en plus précis. Les reliefs n’ont pas été polis à la fin des travaux, mais laissés tels quels, les coups donnés par le sculpteur restant visibles dans la patine jaune doré d'oxalate de calcium qui recouvre le marbre. De petits trous ont été pratiqués sur certains personnages, afin de fixer de petites pièces de métal figurant principalement les outils et armes des soldats. Ces pièces de métal ont aujourd’hui disparu, laissant de nombreux personnages les mains vides. Les reliefs ont pu être peints pour en faciliter la lecture mais aucune trace de peinture n’a été retrouvée sur la colonne.

### Copies et moulages
Au départ, les moulages servent à créer des copies fidèles en bronze ou en plâtre d’œuvres d'art antiques que seuls les rois sont en mesure de s'offrir afin de décorer leurs châteaux, palais et demeures. Mais à partir du milieu du XVIIe siècle, l'objectif change et il s'agit dorénavant de créer des modèles dans un but pédagogique. L'importance croissante accordée à l'enseignement de l'art se traduit par la fondation en quelques années de deux institutions importantes, l'Académie royale de peinture et de sculpture à Paris et l'Académie de France à Rome. Les moulages permettent une étude approchée des reliefs qui est malaisée sur place. En effet, depuis le pied de la colonne, seules les premières spires peuvent être lues en détail à l’œil nu. De plus, les reliefs se dégradent au fil du temps à cause de l'érosion naturelle mais cette dégradation s'est nettement accélérée ces deux derniers siècles du fait de l’accroissement de la pollution atmosphérique.

#### Premiers moulages
Les principales campagnes de moulage des reliefs de la colonne en vue de les reproduire grandeur nature émanent de monarques, alors seuls capables de financer la coûteuse opération de moulage. Le premier des souverains français à avoir tenté une reproduction des reliefs de la colonne Trajane est François Ier qui commande les premiers moulages en 1540, ainsi que les moules des sculptures d'époque romaine les plus célèbres afin de décorer le château de Fontainebleau avec des copies en bronze. Il envoie Le Primatice, sculpteur, peintre et architecte italien, à Rome pour superviser l'opération. Sur place, le travail n'est pas mené à terme, jugé trop coûteux. Le projet est repris par Louis XIII en 1640 mais une fois encore, il demeure inabouti à la mort du roi.
En 1665, Louis XIV envisage à son tour de réaliser un moulage complet des reliefs. L'opération, supervisée par Charles Errard, alors directeur de l'Académie de France, dure de 1666 à 1670. Quelques moules sont transportés jusqu'à Paris où sont réalisés les copies en plâtre entre 1671 et 1672.

#### Moulages de Napoléon III
Ces premiers moulages se détériorent rapidement et Napoléon III, qui porte un vif intérêt à l'histoire romaine comme en témoigne la rédaction de son Histoire de Jules César, fait réaliser à ses frais entre 1861 et 1862 une troisième et dernière copie intégrale de la colonne, depuis la base jusqu'au chapiteau. Cette campagne se déroule après avoir obtenu l'accord du pape Pie IX en mars 1861. Ce dernier met à disposition des Français une équipe de mouleurs du Vatican dirigée par Alessandro Malpieri. Ces premiers moules, conservés d'abord au musée du Latran jusqu'en 1953 puis au Museo della Civiltà Romana, servent à produire deux autres séries complètes de moulages. La première, réalisée dès 1864, est une reproduction sur plaques de cuivre renforcées par galvanoplastie aujourd'hui entreposée au musée d'Archéologie nationale de Saint-Germain-en-Laye. Le résultat est ensuite surmoulé pour la réalisation de la deuxième série qui est exposée au South Kensington Museum puis dans le Victoria and Albert Museum de Londres.

#### Expositions actuelles
- Le musée de la Civilisation romaine de l'EUR, à Rome, présente une des trois copies réalisées en 1861 par Napoléon III, qui a donné cet exemplaire au pape Pie IX et qui compte en tout 125 moulages de plâtre. L'exposition actuelle, qui se déroule sur deux fois 50 mètres, permet une observation rapprochée de tous les reliefs de la colonne.
- Le musée d'Archéologie nationale de Saint-Germain-en-Laye possède une galvanoplastie du XIXe siècle de la partie basse du fût, placée dans les fossés du château.
- Le musée du Louvre conserve, dans sa collection de moulages hébergée dans la Petite Écurie de Versailles, environ un tiers de la frise, ainsi que toute la base remontée.
- Un moulage complet est présenté au Victoria and Albert Museum de Londres.
- Le musée national d'Histoire de Roumanie de Bucarest présente un autre moulage complet de la colonne, réalisé par les Allemands durant la Seconde Guerre mondiale.

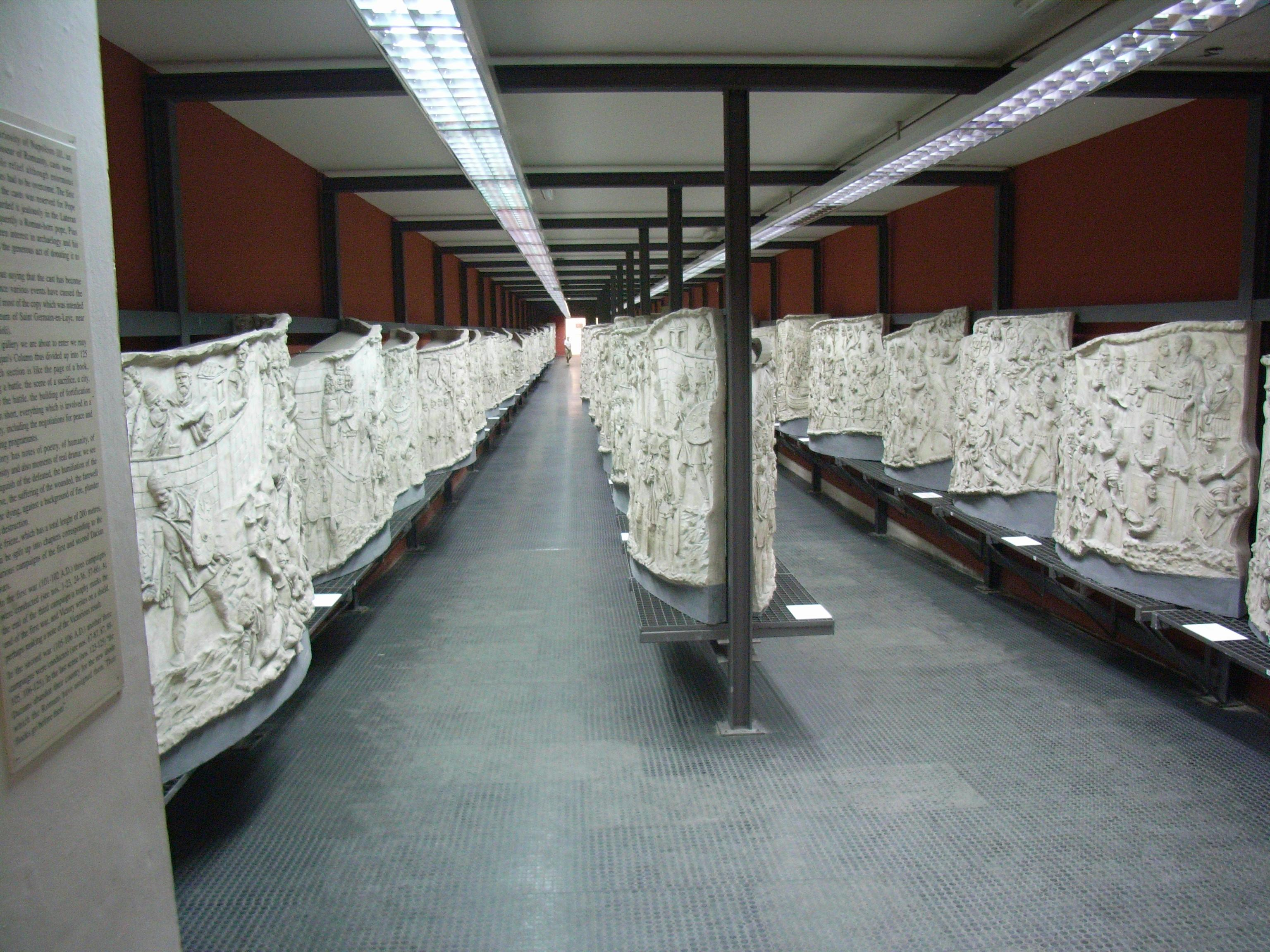
Exposition des 125 moulages de plâtre au musée de la Civilisation romaine.
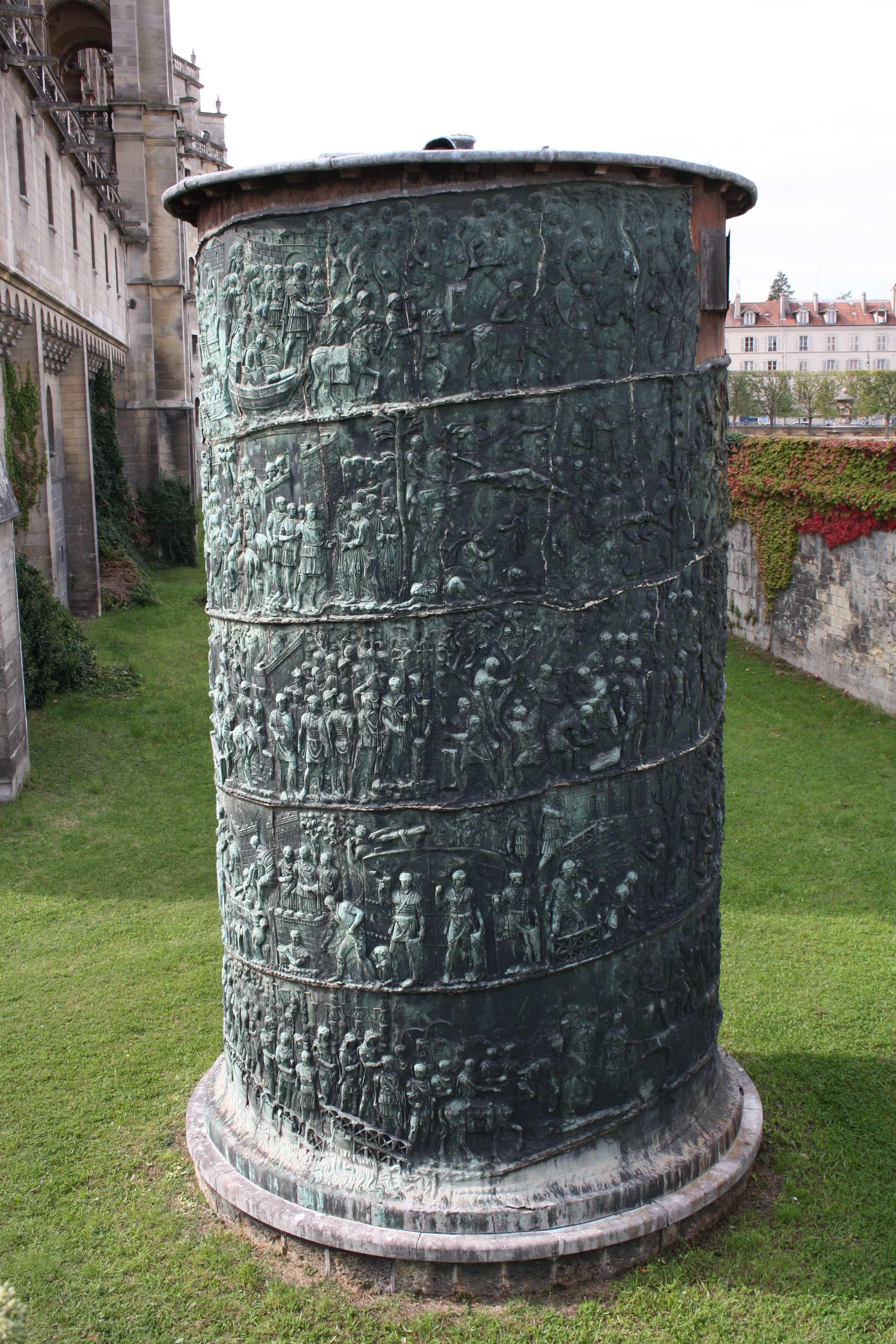
Moulage de la partie basse de la colonne Trajane, exposé dans les fossés du château de Saint-Germain-en-Laye.
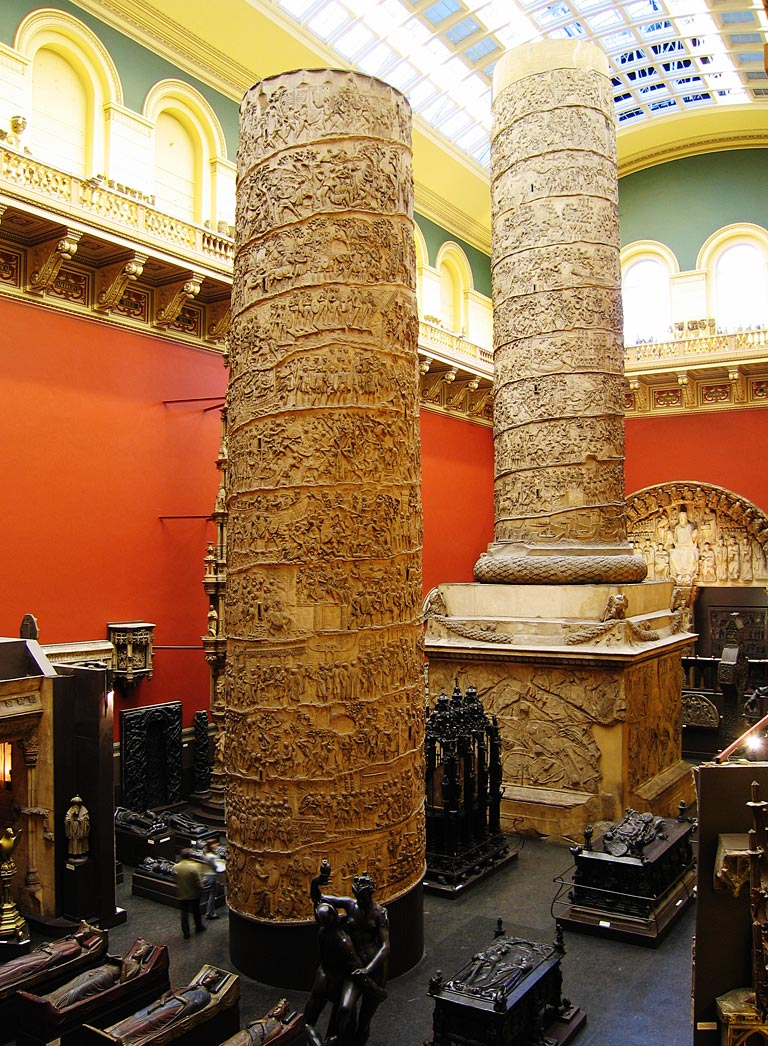
Moulage présenté au Victoria and Albert Museum.
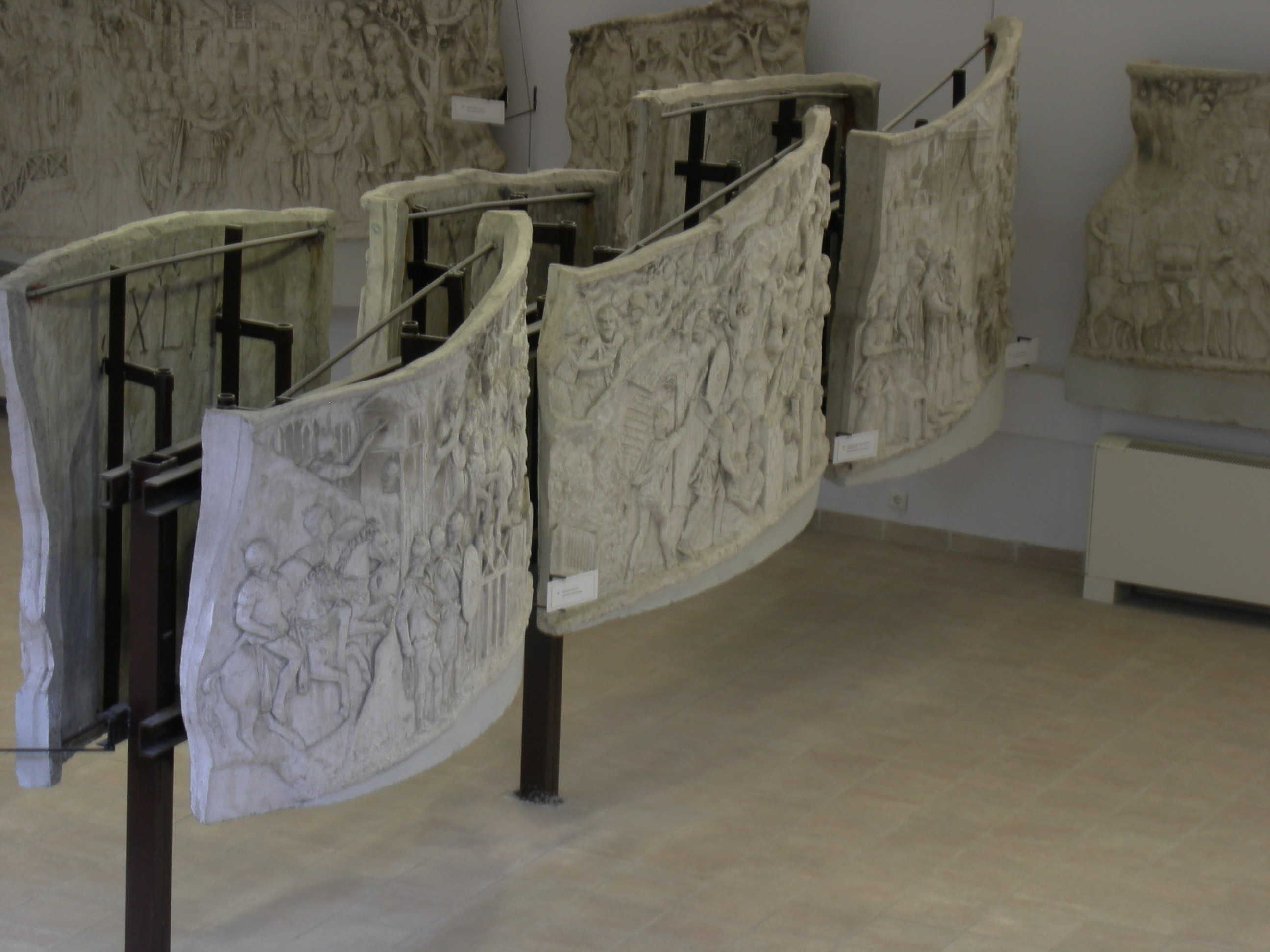
Exposition des moulages de la colonne Trajane du musée national d'Histoire de Roumanie de Bucarest.

## Description des reliefs

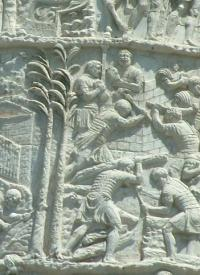
Détail des reliefs, scène LXVIII-LXIX.

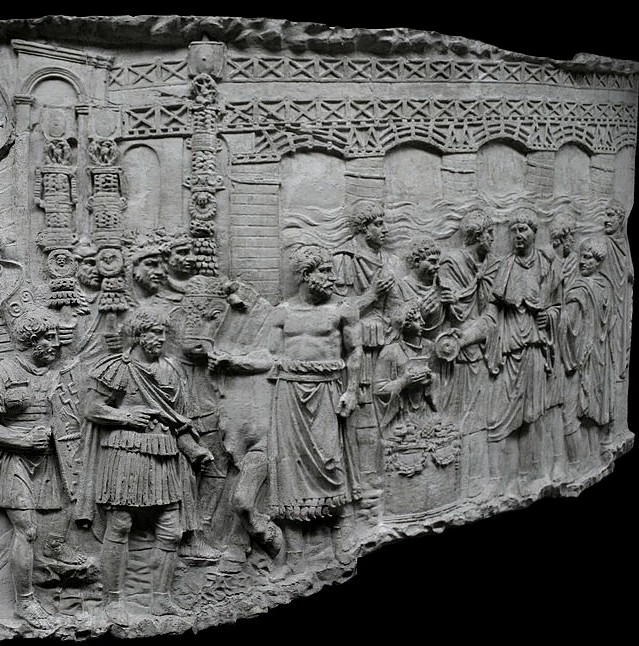
Scène XCIX : en arrière-plan, le pont de Trajan.

Les reliefs se déroulent comme un rouleau (volumen),, impression renforcée par le fait que la colonne Trajane est située entre deux bibliothèques, l’une d’elles ayant certainement abrité les Commentaires de Trajan. La frise qu'ils forment est longue de près de 200 mètres et divisée en 155 scènes,, disposées en 23 spires, dans lesquelles apparaissent 2 570 personnages, dont 634 Daces.
Le récit débute par la traversée du Danube durant le printemps 101, qui marque le début de la première guerre, et se termine par la déportation de la population dace qui marque la fin de la seconde guerre dacique. À mi-parcours, la présence d’une Victoire qui écrit sur un bouclier, entourée de trophées, sépare le récit des deux guerres.
Les reliefs ne montrent pas seulement des scènes de batailles (21 % du total), mais aussi des transferts et des départs de troupes (29 %), des travaux de fortifications (12 %), des conseils de guerre, des sacrifices (7 %), des ambassades (9 %) et des discours de Trajan (6 %). Les scènes sont séparées par divers procédés : un arbre ou des personnages qui se font face. Les différents épisodes sont mis en scène avec des décors de rochers, arbres, bâtiments qui semblent bien se référer à des événements particuliers et vécus, et non à des modèles convenus, idéalisés. Les scènes de travaux accomplis par les soldats sont particulièrement riches en détails tels que ponts, forts, camps ou vues de fleuves et de fortifications à vol d'oiseau, appartenant probablement à la tradition de la peinture romaine des vues triomphales, dont on porte les panneaux en procession lors des triomphes des généraux victorieux pour montrer au peuple les exploits et faits de guerre les plus marquants.
L'armée romaine est composée d'une grande diversité de peuples reconnaissables à leur habillement ou à leur spécialité tactique: cavaliers africains, Ibères avec leur lance-pierres, archers orientaux avec leur casque à pointe, Germains portant des braies, Romains en toge. Certaines scènes sont difficiles à interpréter ou suscitent la controverse, comme celle montrant des femmes torturant des prisonniers.

### Style
Les scènes de la colonne Trajane constituent un récit historique où se rejoignent la tradition artistique de l'art hellénistique et la solennité toute romaine de l'exaltation de l'Empire. Le réalisme domine dans la narration et les éléments symboliques se limitent à la personnification de l'imposant et solennel Danube barbu qui, émergeant de son lit, invite les Romains à passer (scène III), à l'apparition de Jupiter lors de la bataille de Tapae (scène XXIV) et à la personnification de la Nuit (scènes XXXVIII et CL).

#### La représentation de Trajan
Chaque scène illustre un évènement particulier. La signification de chacune d’entre elles est à analyser à travers le prisme de la propagande impériale et ne doit pas toujours être prise au premier degré. Chaque événement semble correspondre à un concept abstrait, comme la virtus (vaillance), la pietas (piété), la clementia (clémence), la fides exercitus (fidélité de l'armée) que le général idéal se doit de maîtriser. Trajan, représenté 58 fois au total le long de la colonne, se présente donc comme l’incarnation de ce général et utilise les reliefs comme moyen de propager et de faire perdurer cette idée. Sa présence dans chaque scène est soulignée par la convergence des mouvements et des regards dans sa direction. Sa représentation est par contre toujours réaliste et exprime sans artifice, au travers de gestes ou de regards mesurés, sa sagesse et son habileté militaire. Cette représentation idéale est indirectement renforcée par la façon dont sont représentés les Daces, et plus particulièrement Décébale. Ils apparaissent impétueux et féroces, livrant des combats acharnés et désespérés, dans une résistance héroïque face à la supériorité numérique et technique de l'armée romaine, ce qui permet d'augmenter encore le prestige du vainqueur.

#### Monuments et paysages
La plupart des monuments représentés sur les reliefs ont un caractère unique qui devait permettre leur identification précise et rapide à l'époque. Par exemple, le pont qui traverse le Danube à hauteur de Drobeta, représenté dans la scène XCIX, bénéficie d'un luxe de détails qu'aucune description écrite qui nous est parvenue ne contredit. Seuls quelques éléments manquent pour que la représentation soit complète, mais ces éléments restent superficiels. Dans cette approche réaliste, l'artiste n'a toutefois pas respecté les proportions et la perspective, limité par la hauteur de la frise et la présence des personnages. La représentation des villes est également fidèle à la réalité, mais simplifiée. L'artiste n'a choisi de conserver que les lignes du paysage et les monuments les plus représentatifs. Par contre, d'autres scènes, notamment les scènes où figurent des camps, ont subi un traitement différent. Il ne s'agit plus ici d'identifier un lieu précisément, même si on peut remarquer de notables différences dans la représentation de chacun des camps. L'auteur a sans doute voulu briser une monotonie plutôt que de chercher à rendre identifiable chacun des camps par un détail particulier, ce qui lui permet d'insister sur les actions des personnages, le paysage et les bâtiments qui servent de décor mettant l'action en valeur.
En ce qui concerne les paysages, l'artiste prend bien soin de bien différencier leur nature : une surface lisse ou très légèrement ondulée pour les plaines et un bosselage inégal et marqué pour les montagnes. 205 arbres apparaissent sur les reliefs dont certains sont utilisés pour symboliser une ellipse temporelle ou spatiale entre deux scènes successives. Ils sont tous sculptés avec suffisamment de détails pour pouvoir identifier leur espèce.

#### Le problème de la lisibilité
La situation de la colonne, érigée au centre d’une cour étroite, pose la question de la visibilité et de la lisibilité de la frise. À l’origine, la colonne est entourée sur ses quatre côtés par des bâtiments qui devaient permettre d’en faire le tour à mi-hauteur. Pour autant, il paraît peu probable que les visiteurs aient à tourner 23 fois autour de la colonne pour pouvoir lire l’intégralité des reliefs. La succession des scènes de la frise n’est en fait sûrement pas due au hasard, mais doit permettre une lecture synthétique des reliefs grâce à la correspondance verticale de scènes symboliques,.

### Interprétation des reliefs

#### Le manque de sources antiques
Il est difficile aujourd’hui de dire si la colonne Trajane est l’œuvre d’un seul artiste, auquel on pourrait attribuer la conception unitaire du monument, ou de plusieurs. Quoi qu’il en soit, les reliefs qui ornent le fût de la colonne Trajane ont été sculptés avec tant de détails que certains historiens ont été amenés à penser qu’ils sont basés sur un commentaire écrit des guerres daciques, probablement intitulé Commentarii De Bello Dacico ou Dacica, écrits par Trajan lui-même, dont seuls cinq mots nous sont parvenus : inde Berzobim deinde Aizi(m) processimus,. Cités dans les Institutiones grammaticae, un traité de grammaire de Priscien de Césarée, ils peuvent se traduire comme : « nous progressons depuis Berzobim vers Aizi », donnant ainsi une indication sur l'itinéraire suivi par Trajan lors de la première guerre dacique.
Excepté ce texte disparu, les sources antiques permettant une interprétation des évènements relatés par l'intermédiaire des reliefs sont très rares, seules quelques allusions éparses nous sont parvenues. En plus des cinq mots cités plus haut, on dispose d'un passage des Getica de Titus Statilius Criton, médecin de Trajan, repris par Jean le Lydien, à propos du butin dace et du livre LXVIII de l'Histoire romaine de Dion Cassius consacré aux guerres daciques. Ce livre est aujourd'hui perdu mais quelques passages ont été préservés par des résumés d'époque byzantine et ont permis d'identifier certaines scènes.

#### Première guerre (101-102)

##### Année 101
| Numéro        | Description | Image |
| ------------- | --- | ----- |
| I             | Des postes avancés de l'armée romaine qui campe en Mésie supérieure, bâtis en pierre de taille et protégés par une palissade circulaire faite de pieux en bois, ont été construits en avant d'un camp, peut-être sur les rives de la Mlava, près de sa confluence avec le Danube. |       |
| I - II        | Tout à gauche, un bûcher a été dressé pour le service du camp. À côté, deux meules servent de fourrage pour la cavalerie. Suivent trois autres tourelles d'observation (castella). Au premier étage de chacune d'elles, derrière une balustrade en bois, on voit des torches allumées qui peuvent servir à envoyer des signaux aux troupes éloignées. Quatre sentinelles (la quatrième est visible sur le fragment suivant) sont de garde, vêtues d'un grand manteau (sagum) et armées d'un bouclier (portant une couronne et des étoiles en emblèmes) ainsi que d'une lance (hasta), disparue depuis. |       |
| II            | En haut à droite gisent des tonneaux cerclés de fer, et deux soldats auxiliaires, le cou entouré d'une focale, en chargent d'autres à bord d'un canot (scapha oneraria). Un autre canot, déjà chargé, est amarré plus loin. Ces embarcations font partie de la flotte danubienne (Classis Flavia Mœsica) qui sert essentiellement à approvisionner les troupes à mesure de leur progression. Pour faciliter ce réapprovisionnement, Trajan utilise le Danube dont le cours a été aménagé, notamment par le creusement d'un canal le long de la rive droite du fleuve, près de Sip, pour éviter les cataractes. En arrière s'élève la ville forte de Viminacium, garnison de la Legio VII Claudia, ou de Singidunum. À l'entrée de la ville, on remarque une série de petites constructions dont une est embellie d'un portique à quatre colonnes. Il pourrait s'agir d'une succession de petits fortins ceints de palissades en bois. |       |
| III           | Le rivage est devenu abrupt mais quelques arbres parviennent à pousser entre les rochers. En arrière, la ville continue de s'étendre, riche en monuments. L'un d'entre eux est bien visible au centre, le rez-de-chaussée pourvu d'arcades. Les épaisses murailles de la ville, construites en pierre de taille et couronnées de créneaux, sont percées de plusieurs portes cintrées. Au milieu, assis dans une grotte sur le bord du Danube, la divinité associée au fleuve, le dieu Danuvius ou Ister, la tête ceinte de plantes aquatiques, observe l'armée romaine qui sort de la ville. |       |
| IV            | L'armée romaine en marche Un grand nombre de légionnaires sont visibles, vêtus de la tunique à manches courtes et de la lorica segmentata, une cuirasse segmentée formée de deux carapaces de bronze reliées par des charnières dans le dos et par quelques boucles sur la poitrine, que complètent des bandes de cuir (lora). Les soldats portent à l'épaule leur glaive et leur casque, qu'ils ne mettront qu'en face de l'ennemi, et une perche (furca) à laquelle sont attachées les provisions. Au centre, des porte-enseigne de manipules portent la peau d'ours. Parmi eux se trouve le vexillarius, porteur du vexillum, drapeau d'étoffe frangée. Devant eux, trois porte-enseigne (signiferi) de cohortes sont facilement identifiables par leur couvre-chef en peau d'ours et leurs étendards sur lesquels figurent les médaillons de Nerva et Trajan, une aigle dans une couronne et les étiquettes portant le numéro de la cohorte, ainsi que l'image du dieu protecteur tout en haut. Entre eux, on aperçoit l'aquilifer qui porte l'aigle de la légion. Un autre, complètement à gauche, ne porte que le support d'une aigle, celle-ci ayant été perdue sous Domitien, lors de la défaite de Cornelius Fuscus, préfet du prétoire, contre les Daces. |       |
| V             | Un lieutenant de Trajan se tient à l'extrémité d'un des deux ponts, tenant un petit bâton d'ivoire (scipio eburneus), emblème de sa dignité. Deux sonneurs de cor (bucinatores), une troupe de cavaliers d'élite (equites singulares Augusti) et des soldats armés de lances, appartenant à la garde prétorienne, ont atteint la terre ferme. La présence de deux ponts de bateaux ancrés à des pylônes fixés dans le lit du fleuve semble suggérer que Trajan a divisé son armée en au moins deux colonnes qui traversent le Danube au même moment mais à plusieurs endroits différents,. En effet, en avril 101, une première colonne, commandée par l'empereur lui-même, traverse le fleuve près de Viminacium, à Lederata, tandis qu'une deuxième colonne traverse à hauteur de Dierna ou Drobeta, plus en aval, pour atteindre la région du Banat, territoire ennemi, où l'état-major, en tête de colonne, a déjà mis le pied. Une troisième colonne a également pu traverser le fleuve à hauteur à hauteur de Singidunum. |       |
| VI            | Consilium castrense Trajan est entouré de deux de ses lieutenants (l'un assis comme l'empereur sur un siège pliant) sur une tribune. Quatre licteurs se tiennent derrière le lieutenant de gauche, l'un d'entre eux portant sur l'épaule la hache et les fasces. À droite, quatre parlementaires appelés devant le conseil de guerre sont chargés de traiter avec le roi dace, Décébale, des conditions de paix, démarche qui se soldera par un échec. Complètement à droite, des écuyers conduisent les chevaux des officiers sous un bouquet de chênes. L'un de ces écuyers portent un fanion d'étoffe frangée en haut d'une lance. |       |
| VII - VIII    | Lustratio exercitus Avant de partir en campagne ou d'engager un combat, les armées romaines viennent se faire purifier durant la cérémonie du lustratio durant laquelle sont sacrifiés les Suovetaurilia (un porc, un mouton et un taureau). Des haruspices interprètent alors les entrailles des animaux sacrifiés pour connaître la volonté des dieux. Les écuyers de l'empereur se sont arrêtés sous un bouquet de chênes, tenant le cheval de Trajan par la bride. Un écuyer porte un deuxième fanion au bout d'une lance. À droite, en arrière-plan, on aperçoit l'entrée du camp romain dans lequel ont été dressées des tentes pour l'état-major. Devant les remparts s'avance l'égorgeur (cultrarius), reconnaissable par son tablier qui lui laisse la poitrine nue et ses deux couteaux rangés dans un même fourreau. À côté de lui, un de ses assistants tient un vase contenant l'eau lustrale, un autre une cassolette avec de l'encens. En arrière, les spectateurs assistent à la cérémonie avec recueillement. |       |
| VIII - IX     | À l'intérieur du camp se dresse le praetorium, la tente impériale, devant laquelle se tient Trajan, entouré de ses lieutenants et haruspices. L'empereur porte l'habit sacerdotal du pontifex maximus et offre le sacrifice. Au milieu avancent les trois victimes : un bœuf, retenu par un victimarius armé d'une hache, un mouton et un porc. Des joueurs de trompettes (tubicines) et des sonneurs de cor accompagnent le sacrifice. Dépassant des remparts, on remarque les enseignes : trois étendards de cohorte et deux étendards de manipule entre lesquels on aperçoit l'aigle de la légion et une bannière de cavalerie fixés sur une lance. Omen Cette scène représente un évènement curieux qui semble de bon augure : un artisan tombe au bas de sa monture. Trajan et deux de ses lieutenants (probablement Lucius Licinius Sura et Tiberius Claudius Livianus) se tiennent sur un promontoire rocheux. Percevant dans cette chute un signe offert par les dieux (augurium oblativum), deux solutions s'offrent à Trajan : accepter (accipere) ou refuser (refutare) le présage (omen). L'empereur interprète ce fait comme un présage qu'il accepte (accipere omen) d'un geste de la main.,.                                                         |       |
| X - XI        | Adlocutio Depuis une tribune, l'empereur harangue ses troupes. Construction d'un camp A mesure que l'armée avance en territoire ennemi, elle construit des camps qui, souvent, deviennent permanents (castra stativa) et donnent naissance à de nouvelles villes. À gauche, des légionnaires œuvrent comme maçons et charpentiers à la construction du camp fortifié. En bas à gauche, deux soldats consolident le pont du camp à l'aide de grands clous. |       |
| XII - XIII    | Complètement à gauche, deux soldats surveillant l'accès au camp par le pont discutent entre eux. Ils sont chaudement vêtus (focale et manteau) pour soutenir la rigueur du climat valaque. Au milieu, Trajan, accompagné de deux lieutenants, a quitté le praetorium, visible en arrière-plan. Autre camp fortifié À droite, un autre camp fortifié, plus petit, est gardé par trois sentinelles. Une quatrième sentinelle se tient derrière le camp, nous tournant le dos. À sa gauche, deux légionnaires portent un tronc d'arbre. |       |
| XIV - XV      | Au sommet d'une colline se dresse un fort vers lequel se dirige Trajan, empruntant l'un des deux chemins qui mènent à de grandes portes cintrées. En contrebas coule une rivière que trois soldats traversent sur un pont. Au premier plan à gauche, un soldat puise de l'eau dans une marmite, tandis qu'un autre abat un chêne. Construction d'un troisième camp Au milieu, la nouvelle scène s'ouvre avec deux soldats chargés d'un grand tronc d'arbre suspendu au moyen d'une corde à une barre (jugum) posée sur leurs épaules. À droite, d'autres soldats abattent des chênes et transportent le bois au camp. |       |
| XVI - XVII    | En bas à gauche, Trajan, accompagné de trois officiers, s'adresse à l'un des soldats de la scène précédente. Au-dessus de lui, les charpentiers achèvent le retranchement. Au centre, deux meules de foin sont enfermées dans une palissade. Au premier plan à droite, un soldat est occupé à consolider le parapet du pont enjambant une petite rivière. |       |
| XVIII         | Espion dace Un espion Dace, barbu et les cheveux longs, est conduit devant l'empereur, les mains liées dans le dos. L'empereur est accompagné de deux lieutenants et de quatre gardes du corps (deux d'entre eux sont visibles sur la scène précédente). En arrière se dressent deux camps dans lesquels on aperçoit des tentes. |       |
| XIX           | Construction d'un pont L'armée romaine suivant autant que possible le cours des rivières, les soldats construisent de nouveau un pont. Au fond, à droite, l'empereur est venu s'assurer du bon avancement des travaux. En dessous, des légionnaires sont occupés à enlever les déblais d'une fosse défensive. |       |
| XX - XXI      | Éclaireurs À gauche, les soldats qui travaillent ont fixé leurs pila dans le sol pour y suspendre leurs casques et appuyer leurs boucliers qui portent l'emblème de la foudre ailée. Des cavaliers de la suite de l'empereur (equites singulares) tiennent leurs chevaux par la bride près de la rivière. L'un d'eux, à droite, laisse son cheval s'abreuver. |       |
| XXI - XXII    | En attente de l'ennemi Les Romains sont parvenus près de Tapae, un camp fortifié où se concentrent les troupes daces qui gardent l'accès à Sarmizegetusa, capitale des Daces. Il est situé au niveau des Portes de Fer, un des rares passages naturels qui permet d'entrer en Transylvanie, reliant la région de Banat à celle de Tara Hategului. Un groupe de cavalerie quitte le camp pour une mission de reconnaissance. À droite, en avant des remparts, les soldats avancent lentement dans les bois, guettant l'ennemi. Ils sont précédés par les porte-enseigne (des porte-étendard manipulaires et un aquilifer) et commandés par un tribun. |       |
| XXIII - XXIV  | Les légionnaires abattent les arbres au fur et à mesure que l'armée progresse dans les bois, veillant à toujours garder une voie de communication avec le camp fortifié et empêchant l'ennemi de tendre des embuscades. À droite, un corps de légionnaires rangés en ordre de bataille forme la réserve. Trois enseignes de cohortes et deux de manipules se tiennent en tête du groupe. |       |
| XXIV          | Bataille de Tapae L'infanterie romaine a engagé le combat contre les Daces. Le temps est à l'orage, comme semble l'indiquer la présence de Jupiter, en haut à droite, qui darde ses éclairs sur les ennemis. À gauche, des cavaliers romains chargent dans la mêlée, brandissant leurs lances. Dans la confusion des combats, on distingue un légionnaire qui tient la tête d'un Dace entre ses dents, un autre tend un arc pris à l'ennemi. Un auxiliaire germain, torse nu, attaque un Dace à coups de massue. Malgré des combats acharnés, la défaite des Daces semble inéluctable. Au sol gisent de nombreux morts et blessés. En haut à gauche, deux soldats romains sont venus apporter les têtes de nobles Daces à Trajan qui dirige la bataille depuis une colline. |       |
| XXV           | Les Daces, vaincus, rassemblent leurs morts et leurs blessés dans un massif de pins bordant le champ de bataille. Sac d'un village Les Romains incendient les villages daces abandonnés par leurs défenseurs sur leur chemin pour forcer la population à se retrancher dans les positions fortifiées, plus faciles à assiéger. Des soldats auxiliaires romains armés de torches (faculae) mettent le feu aux huttes en bois, aux toits pointus et reposant sur des pieux fixés dans le lit d'une rivière. Il n'y a pas de portes, on y accède par une trappe dans le plancher. Cette architecture particulière est comparable à celle des maisons de tribus thraces ou des habitations lacustres germaniques. À droite, quatre Daces prennent la fuite, jetant un regard en arrière. Trajan en personne est venu contempler le village incendié, accompagné de deux lieutenants dont un qui pose la main sur la poignée de son épée. En haut, on aperçoit le camp fortifié où s'est retranchée l'armée ennemie. Le parapet est orné de têtes décapitées fixées sur des piques. En avant du camp, on remarque deux enclos carrés contenant chacun deux petits obélisques : il s'agit sûrement de monuments religieux daces.                                          |       |
| XXVI - XXVII  | L'armée traverse un gué Les légionnaires passent un torrent bordé de chênes à gué, précédés des porte-étendards de manipule et du bucinator. Un des légionnaires s'est dévêtu et traverse avec ses vêtements et ses armes sur le bouclier qu'il porte au-dessus de sa tête,. L'empereur, accompagné de l'aquilifer, ont déjà gagné la rive opposée. Distribution des récompenses Tout à fait à droite, Trajan et un de ses lieutenants, montés sur une estrade, s'adressent aux soldats qui se sont amassés face à la tribune. Trajan tient dans sa main droite une lance (disparue) qui sera offerte au général qui s'est le plus distingué durant les combats. |       |
| XXVIII - XXIX | Ambassadeurs daces À gauche, derrière les soldats qui écoutent l'allocution de Trajan, deux cavaliers et leur escorte entrent dans le camp, conduits par un auxiliaire germain. Ce sont des ambassadeurs daces venus négocier avec l'empereur. Au centre, Trajan, entouré de son état-major, reçoit la députation dace qui vient demander la paix. Sac d'un village En haut, à droite d'un arbre qui clôt la scène des ambassadeurs, trois cavaliers, armés de torches, mettent le feu à une maison. Des soldats romains poursuivent un groupe de Daces qui se défendent avec leurs massues. |       |
| XXX - XXXI    | Un groupe de femmes, les cheveux enveloppés dans un voile, est venu invoquer la clémence de Trajan qui se tient en haut à gauche, accompagné par un de ses lieutenants. Cette scène évoque peut-être le départ en exil à Rome de la sœur de Décébale qui a été capturée peu avant lors de la prise d'une forteresse selon Dion Cassius,. En bas à droite, dans une caverne, gît le bétail abattu par les Romains. Trêve hivernale L'arrivée de l'hiver marque l'arrêt des manœuvres. Trajan fait hiverner ses troupes en territoire ennemi et établit des garnisons autour de Sarmizegetusa, empêchant son ravitaillement. |       |

##### Hiver 101/102
| Numéro     | Description | Image |
| ---------- | --- | ----- |
| XXXII      | Assaut sur un camp d'hiver de Mésie, Afin de débloquer la situation autour de leur capitale, les Daces et leurs alliés bures et sarmates tentent une contre-offensive en Mésie inférieure, province romaine dont les garnisons ont été fortement affaiblies par le recrutement de Trajan. Lors de la traversée à gué du Danube, certains sont engloutis par les flots (scène précédente, à droite). Mais déjà, le gros de l'armée, mené par six pilophores porte-dragons, a atteint l'autre rive et se dirige vers un fort romain isolé appartenant au limes moesicus, probablement situé entre Oescus et Ratiaria. Les légionnaires sont tous montés au créneau et résistent à l'attaque aussi soudaine qu'imprévisible. Des Daces tentent de forcer la porte avec un bélier, car contrairement à la majorité des peuples barbares, les Daces possèdent des engins de siège qu'ils savent manœuvrer, savoir-faire qu'ils doivent peut-être aux ingénieurs romains que Domitien a envoyés en Dacie à la suite de la trêve conclue avec Décébale en 89. D'autres harcèlent les défenseurs de leurs flèches. En haut à gauche, la présence de trois cataphractes rappelle qu'un détachement de Sarmates est venu renforcer l'armée de Décébale. |       |
| XXXIII     | Embarquement à Viminacium À l'annonce de la contre-attaque des Daces en Mésie, Trajan décide d'intervenir. Il laisse quelques troupes en garnison dans les Monts d'Orastie autour de Sarmizegetusa et part vers le sud avec la garde prétorienne et les légions. Après avoir traversé le Banat, Trajan parvient rapidement sur les rives du Danube à hauteur de Viminacium où il fait embarquer ses légions. À gauche, des soldats chargent une barge avec du ravitaillement. En arrière-plan se déroule une grande ville où on distingue un amphithéâtre, des temples, un arc de triomphe et d'autres édifices publics à arcade. Les soldats, des prétoriens, embarquent leurs affaires dans les navires de transport. Trajan, sa suite et les imaginiferi sortent d'un palais et montent dans la birème qui les attend à quai. |       |
| XXXIV      | Voyage sur le Danube Au premier plan, quatre chevaux ont été embarqués dans une petite barque gouvernée par un seul rameur. Au second plan, un navire de transport chargé d'armes et de bagages est gouverné par le timonier assis à la poupe. Deux rameurs (remiges) se tiennent sous une toile tendue, destinée à protéger la cargaison des intempéries, sur laquelle ont été posés plusieurs boucliers. |       |
| XXXV       | À gauche, en bas, la birème impériale est manœuvrée par l'empereur et son lieutenant, installés devant la cabine de la poupe et qui manient eux-mêmes les timons. Au-dessus, une deuxième birème avance, dont l'équipage comprend un timonier, six rameurs et le hortator. La proue des birèmes est ornée d'un éperon (rostrum) et d'un acrostole. Celle de la birème impériale est davantage ouvragée et on distingue, sculptés, des Amours et des monstres marins. Débarquement des légions À droite, les légions romaines débarquent à Oescus et Novae. L'empereur et sa suite ont mis pied à terre et se dirigent vers la ville. |       |
| XXXVI      | Éclaireurs Trajan mène ses troupes à la poursuite de l'ennemi. Une cohorte d'auxiliaires germains, torse nu, précède les troupes d'élite. À droite, deux éclaireurs, sûrement des equites singulares, viennent à la rencontre de Trajan. |       |
| XXXVII     | Bataille contre les cataphractes roxolans Le premier contact avec les ennemis en Mésie se fait avec la cavalerie des Sarmates Roxolans. Le combat s'est engagé entre la cavalerie romaine et les cataphractarii, alliés des Daces. Déjà un ennemi est tombé et un chef, blessé à mort, glisse de sa monture. Dans leur fuite, seul un Sarmate tente de décocher une flèche. Les cavaliers sarmates sont défaits et refoulés, poursuivis par les Romains. |       |
| XXXVIII    | Bataille nocturne de Nicopolis Tout à fait à gauche, on distingue le buste de la Nuit (Nox) qui se drape de son châle, indiquant que la scène se déroule à la nuit tombée. Les Romains, secondés par des auxiliaires germains (torse nu et armés de massues), attaquent les Daces par surprise. En arrière, on aperçoit les chariots daces chargés de butin qui les empêchent de manœuvrer rapidement. La ville de Nicopolis ad Istrum est fondée plus tard par Trajan à proximité du lieu de la bataille. Son nom célèbre cette victoire,. |       |
| XXXIX      | Soumission de Daces Cette scène, particulièrement chargée, pourrait être la contraction de quatre scènes : l'ambassade de Princes daces, leur soumission, la construction d'un fortin et la capture d'espions ennemis (visible sur la scène suivante). Cette contraction (le dessin originel des reliefs prévoyait peut-être quatre scènes distinctes) a pu être opérée pour que d'autres scènes clés coïncident sur un axe vertical de la colonne, permettant une lecture synthétique des reliefs. En haut, trois princes daces, suivis d'un cortège de femmes et de vieillards, viennent invoquer la clémence de Trajan au côté duquel se tient Licinius Sura. À droite, en contrebas, des légionnaires fortifient un camp. |       |
| XL         | Prisonniers Des soldats romains lient les poignets de trois prisonniers daces, dont un pilophore. Blessés Un soldat, paraissant grièvement blessé, est assis sur un rocher, soutenu par ses camarades. À droite, un autre soldat, des troupes auxiliaires, encore casqué, se fait panser la jambe par un médecin (addetto medico). Si des soldats blessés sont représentés, aucun n'apparaît mort. En arrière, l'armée se met en marche, précédée de trois porte-étendards de cohorte (le troisième est visible sur la scène suivante). La colonne est fermée à gauche par le train. Les mulets sont équipés de boucles servant à fixer les chariots. |       |
| XLI        | L'armée en marche À gauche, sous le troisième porte-étendard, avancent deux bucinatores. Devant eux, deux chariots à deux roues (birotae) tirés par des mulets transportent les machines de guerre, probablement de petites balistes ou des scorpions (carroballistae). En bas à gauche, Trajan, qui tient le bâton de commandement, s'entretient avec un prisonnier dace. À droite, l'armée romaine a rattrapé le gros des troupes ennemies et engage la bataille. |       |
| XLII       | Bataille d'Adamclisi La cavalerie romaine engage le combat contre les Daces qui ont pris position sur une colline, tandis que les légions attaquent de front, soutenues par des auxiliaires germains. L'armée dace, défaite, tente de fuir à travers les bois. Le chemin est couvert de morts et de blessés. |       |
| XLIII      | Allocution Trajan, entouré de ses lieutenants, s'adresse aux soldats de son armée et loue leur courage. En bas à gauche, un écuyer tient par la bride le cheval de l'empereur. À droite, les prisonniers daces, dont plusieurs princes, sont enfermés dans un petit retranchement. |       |
| XLIV - XLV | Donativa Trajan, entouré de son état-major, assis sur un siège pliant (stella castrensis), distribue des décorations aux soldats auxiliaires qui se sont illustrés au combat. Le soldat qui vient d'être décoré exprime sa reconnaissance et embrasse la main de l'empereur. En dessous, ses camarades le félicitent. Prisonniers romains À droite, trois prisonniers romains, nus, sont soumis au supplice des torches par des femmes daces,. |       |

##### Année 102
| Numéro        | Description | Image |
| ------------- | --- | ----- |
| XLVI - XLVII  | Réembarquement Sortant d'une forteresse, Trajan rencontre, sur un quai, deux ambassadeurs daces escortés par des soldats romains. Derrière l'empereur, une aigle et deux étendards de manipule sont plantés dans le sol. Au premier plan est amarrée la birème impériale. À droite, des soldats chargent un navire de transport. |       |
| XLVIII - XLIX | Traversée du Danube Trajan marche en tête de colonne et traverse le Danube sur un pont de bateaux à hauteur de Oescus ou Novae. Une autre colonne traverse le fleuve au même moment vers Drobeta. Devant lui, des écuyers mènent par la bride son cheval et ceux de son état-major. Au-dessus de l'empereur, on distingue une aigle et une louve. Derrière un premier mur avance l'infanterie. En arrière, derrière une palissade, avancent les chariots qui transportent les machines de guerre. |       |
| L - LI        | Retour de Trajan en Dacie Une partie de l'armée romaine accueille l'empereur qui revient en Dacie à la tête de renforts devant un camp retranché. À gauche, derrière l'empereur qui donne ses ordres, on aperçoit un sentier qui monte en lacets, protégé par des palissades et des trappes. En arrière-plan s'étend une grande citadelle dont les murailles sont complétées par une série de tours en bois. |       |
| LII           | Messagers daces Deux messagers daces sont venus s'entretenir avec Trajan et tentent de négocier une paix. Autour d'eux, des soldats romains aménagent le terrain : ils abattent des arbres et creusent un fossé. Certains emportent les déblais dans des paniers en osier. |       |
| LIII          | Sacrifice solennel Trajan, la tête couverte, offre un sacrifice dans l'enceinte d'un camp, entouré de porte-enseignes et de sa suite. La procession, divisée en deux rangs, contourne le camp de chaque côté et en franchit la porte. Elle se compose de cinq victimarii et de leurs acolytes, qui amènent un bœuf, un mouton et un porc. Dans cette scène, deux aigles sont visibles, signe que l'aigle perdue sous Domitien a été récupérée. |       |
|               | Allocution Trajan harangue ses troupes, tenant son glaive de la main gauche. À droite, l'armée s'est mise en route et traverse une rivière sur un petit pont avant de s'engager sur un terrain rocailleux. |       |
|               | Les soldats, boucliers à terre, abattent des arbres et comblent les trappes creusées par l'ennemi pour protéger l'accès à ses citadelles. Devant les murs de la forteresse, des têtes décapitées de Daces ont été plantées sur des lances. |       |
|               | À gauche, la cavalerie gravit un sentier escarpé. Une hutte dace, construite sur pilotis, est incendiée. À droite, l'empereur traverse un pont à cheval. La crête de la montagne est couronnée d'un fort. |       |
|               | Les Romains mettent le feu à une tour de garde ennemie. D'autres soldats, toujours revêtus de leurs armures en cas d'attaque soudaine, construisent un camp fortifié. Certains apportent des pierres qu'ils portent sur leur dos à l'aide de cordes. En haut à gauche, derrière les rochers, on aperçoit l'armée dace, précédée d'un porte-dragon, qui se replie dans la forêt. |       |
|               | Ambassadeurs daces À l'entrée du camp dans lequel se dresse de grandes tentes, Trajan et son état-major, dont Licinius Sura, reçoivent un chef dace, reconnaissable au couvre-chef typique des nobles daces (pileus), agenouillé dans une attitude suppliante devant l'empereur. À droite attendent les sonneurs (bucinatores) et les porte-enseignes. Selon Dion Cassius, à la suite de cette entrevue, Trajan envoie Licinius Sura et Tiberius Claudius Livianus pour discuter avec les dirigeants daces des modalités d'une éventuelle paix. |       |
|               | Passage des montagnes Les bœufs et les mules transportent les bagages et le ravitaillement de l'armée dans des fûts jusqu'au sommet d'une colline boisée, escortés par un petit détachement. En haut à droite, les soldats romains se sont emparés de tourelles rondes aux toits pointus. |       |
|               | À gauche, des sentinelles gardent l'entrée d'un camp fortifié. En haut, l'armée continue de prendre d'assaut les tourelles ennemies. À droite, l'empereur marche à la tête de l'armée. Les passages dans la montagne sont gardés par de petits détachements de troupe. |       |
|               | Charge des cavaliers numides Trajan discutant avec un officier ou Lusius Quietus et devant eux, des cavaliers maures chargeant des soldats Daces dans un décor montagneux. |       |
|               | Après une brève et vaine résistance, les Daces prennent la fuite, refoulés par la charge de la cavalerie numide, et cherchent refuge dans une forêt de chênes. En haut à droite, on aperçoit leur porte-dragon. |       |
|               | Construction d'un camp Les soldats ont déposé casques, armes et boucliers pour les travaux. Le camp est entouré d'un fossé. En haut à droite, des charpentiers ajustent les chambranles des portes. |       |
|               | Au second plan s'étend le camp romain avec la porte principale surmontée d'une tourelle en bois et deux catapultes dressées sur les remparts. En bas à gauche, un soldat fait progresser un chariot tiré par des mules et chargé d'une balliste légère ou d'un scorpion. Au-dessus, Trajan, entouré de deux officiers, reçoit deux princes daces. Des soldats préparent une position pour l'artillerie, utilisant des troncs d'arbres qu'ils ont coupés non loin. Un groupe de quatorze légionnaires attend en arrière. |       |
|               | Combat en forêt Les Romains, essentiellement des auxiliaires, dont des frondeurs (funditores) et des Germains, engagent le combat contre les Daces. La défense des Daces est acharnée. Un prince brandit une faux, tandis que deux soldats mettent sur pied une catapulte à torsion (en haut à droite). |       |
| LXVIII        | À gauche, de nombreux Daces abattent des arbres pour ralentir la progression des troupes romaines. À droite, d'autres Daces travaillent anxieusement pour fortifier leur position. En arrière-plan, tout en haut, se dresse une forteresse identifiée aux murs de fortifications de Sarmizegetusa, capitale des Daces. |       |
| LXIX          | Trajan reçoit un prisonnier dace de haut rang dont les poignets ont été liés. Tout à gauche, des soldats construisent des fortifications. À droite, des légionnaires abattent des arbres afin de tracer une voie. |       |
| LXX           | Assaut sur un fort dace Une troupes d'auxiliaires romains et d'alliés attaquent un retranchement dace qui pourrait être une des forteresses qui protègent les abords de Sarmizegetusa. Ils sont soutenus par des auxiliaires barbares comme les archers parthes en haut, le Germain torse nu au premier rang ou le frondeur en simple tunique à sa droite. Les premiers morts, pour la majorité des Daces, gisent au sol. Les Daces sont repoussés et commencent à fuir le champ de bataille. |       |
| LXXI          | Les Daces refoulés se retranchent dans leur camp. Un groupe de soldats Romains a adopté la formation de la tortue (testudo) le protégeant de la plupart des projectiles. Ils lancent l'assaut sur ce camp ennemi protégé par une palissade. |       |
|               | Des soldats apportent les têtes de princes Daces décapités devant l'empereur qui se tient avec son état-major sur un promontoire rocheux, dans l'espoir de faire reconnaître sa valeur au combat. La pratique a été abolie dans l'Empire romain mais reste en usage dans certaines unités auxiliaires. Les arbres fruitiers, chargés de fruits bien développés, indiquent que la scène se déroule en automne. |       |
|               | Contre-attaque dace Les Daces paraissent derrière la crête d'une montagne et attaquent les troupes romaines. Ils se battent avec des faucilles. Un Romain fuit le combat. La bataille est rude, mais tourne en faveur des Romains. Au centre, un auxiliaire casqué porte une cotte de mailles (lorica hamata) sur une tunique un peu inhabituelle puisque sa partie inférieure est décorée d'une frange alors que les épaules sont couvertes d'une série de bandes de cuir. Comme tous les auxiliaires romains, il est équipé d'un bouclier ovale. |       |
|               | Trajan, vêtu de l'uniforme d'un officier supérieur sénatorial en campagne, s'adresse aux prétoriens, reconnaissables à leurs casques ornés d'un panache, dans un camp entouré de murs crénelés. |       |
|               | À gauche coule un ruisseau dans lequel des soldats puisent de l'eau. Au centre, deux écuyers tiennent des chevaux par la bride. En arrière se dressent deux petits camps dans lesquels les soldats vont déposer leurs bagages. |       |
| LXXV          | Soumission de Décébale Trajan est assis sur un rocher qui a été transformé en suggestum, entouré de toute son armée. Devant lui, Décébale se tient prosterné et implore sa grâce. Il est suivi de nombreux princes daces, dont certains ont les mains liées dans le dos. À gauche, un prince dace touche le genou de Trajan en un geste de prière. |       |
|               | Une suite nombreuse a accompagné Décébale lors de sa soumission. Tous ont déposé leurs armes et attendent à genoux, les bras tendus, la sentence du vainqueur. Deux porte-dragons et deux fanions se tiennent en arrière. À gauche, au second plan, on remarque un agger sur lequel se tiennent deux baraques de bois mobiles avec lesquelles on approche des murailles d'une ville assiégée. |       |
|               | Démantèlement des murs de Sarmizegetusa Les Daces, vaincus, détruisent les fortifications de la capitale selon les conditions de paix imposées par les Romains,. Les vieillards, les femmes et les enfants retournent dans leurs villages. |       |
| LXXVII        | Allocution Trajan, tenant le bâton de commandement, harangue ses troupes qui l'acclament imperator et lui confère le titre de Dacicus,. |       |
| LXXVIII       | La Victoire Placée entre deux trophées, le pied sur un casque, elle met symboliquement par écrit sur un bouclier posé sur un autel la conclusion satisfaisante de la première campagne en Dacie. La représentation d'une Victoire ailée se retrouve sur les pièces frappées à cette époque. À gauche, le premier trophée est composé d'un manteau dace surmonté d'un casque et entouré des dragons, vexilla, armes et boucliers pris à l'ennemi. Le deuxième trophée (image suivante), semblable au premier, est cette fois-ci composé d'une cuirasse à écailles (squamata). Il marque la fin de la première guerre dacique. La scène suivante se situe trois années plus tard, au début de la deuxième guerre. |       |

#### Deuxième guerre (105-106)

##### Année 105
| Numéro         | Description | Image |
| -------------- | --- | ----- |
|                | Départ d'Italie Juste après le trophée, on aperçoit au premier plan un petit temple prostyle de quatre colonnes. Derrière s'étend un sanctuaire dédié à Vénus, dont la statue est visible entre les colonnes, composé d'un temple péristyle d'ordre ionique entouré par un mur d'enceinte. La cella est éclairée par des fenêtres fermées de barres de fer croisées (fenestrae reticulatae). L'identification de la ville est discutée mais il s'agit certainement d'un port sur la côte adriatique permettant de retourner en Dacie. Elle est parfois identifiée à Brundisium où débouche la via Appia, à Ancône dont la topographie correspond à celle du relief, ou encore à Classe, le port de Ravenne, hypothèse qui paraît la plus probable d'un point de vue stratégique. Néanmoins, seule la ville d'Ancône contient tous les monuments représentés. |       |
| LXXIX          | Sur le rivage, au bout d'une jetée, se dresse l'arc de triomphe qu'a fait construire Trajan à Ancône, surmonté de trois statues représentant Mercure, Neptune et Portunus. Préparatifs La scène se déroule de nuit comme l'indique la présence d'une lanterne, suspendue à une longue perche. De plus, deux hommes tiennent des flambeaux. Au premier plan, sur une birème, des enseignes militaires, sacrées, occupent la place d'honneur près de la chapelle du bord. La proue est décorée de guirlandes peintes et le rostre (rostrum) est orné d'un œil. Tous les matelots sont à leur poste. |       |
| LXXX           | Un troisième bâtiment, une birème, est visible en haut. À son bord, les matelots sont à l'abri du soleil, grâce à une tenture brodée. Arrivée à Ravenne À la vue de la flotte, la population accourt sur le rivage pour saluer l'empereur. Un autel, dédié à Neptune, se dresse sur un promontoire rocheux. On vient d'y sacrifier un bœuf en l'honneur du dieu. |       |
| LXXXI          | Ravenne Trajan, qui visite la ville, est accueilli par la municipalité devant un temple entouré d'une colonnade d'ordre corinthien. |       |
| LXXXII         | Deux birèmes, sont amarrées, gardées par quelques matelots. La proue de celle du premier plan est décorée de deux navires peints, tandis que celle du second plan est décorée d'arabesques. |       |
| LXXXIII        | Trajan quitte Ravenne Trajan quitte la ville et sort par une grande porte cintrée, suivi d'une longue procession, comprenant hommes, femmes et enfants. |       |
| LXXXIV - LXXXV | Grand sacrifice à Neptune Avant de rembarquer, Trajan offre un sacrifice à Neptune. On a allumé le feu sur deux autels décorés de guirlandes. Les victimarii (reconnaissables à leur tablier frangé et leur poitrine nue, ainsi que les couteaux qu'ils portent à la ceinture) amènent quatre bœufs, parés de larges bandeaux. Trajan officie en simple toge, suivi de deux licteurs et d'un important cortège. Les hommes, dont la plupart ont la tête ceinte de lauriers, lèvent la main dans l'attitude de la prière. En arrière-plan, on aperçoit les porte-enseignes de deux manipules. |       |
| LXXXVI         | Les troupes, le casque attaché à l'épaule, débarquent dans un port de Gaule cisalpine. Au second plan on aperçoit un jardin entouré d'une colonnade puis un théâtre dont on reconnaît les gradins en demi-cercle. À droite, la ville se déroule, avec notamment un petit temple prostyle. Sacrifice sur le quai Au premier plan, un autel orné de guirlandes s'élève sur le quai. L'empereur dirige le sacrifice et verse le vin d'une patère sur les flammes. Un acolyte (camillus) tient un coffret à encens et le symphoniacus joue de la flûte. Le taureau, maintenu au sol, a la langue pendante, indiquant qu'il a été tué,. Le victimarius, tout en fixant du regard l'empereur, se penche vers l'animal pour examiner ses entrailles (extispicium). En arrière et à droite, les porte-enseignes et un groupe de citoyens assistent à la cérémonie.   |       |
| LXXXVII        | Débarquement en Istrie Après un nouveau voyage sur l'Adriatique, l'armée débarque en Istrie. La birème impériale amarrée au rivage, dont on aperçoit la chénisque, la cabine, les galeries, le gouvernail, l'ancre, le cordage, le mât et la voile ferlée est rendue avec grande précision. Trajan a mis pied à terre et mène ses hommes vers l'intérieur des terres. |       |
| LXXXVIII       | L'armée passe devant une ville entourée de murailles crénelées. À l'intérieur se dresse un petit temple entouré d'une colonnade. Trajan reçoit des nouvelles de l'invasion des Daces qui ont pénétré en Mésie depuis la Dobroudja,. |       |
| LXXXIX         | Trajan, à cheval, est accompagné de cavaliers (equites singulares). En arrière-plan, une succession de postes avancés suggère la longueur du chemin parcouru par l'armée. |       |
| XC             | Un grand nombre de Daces, dont des femmes et des enfants, sont venus, suppliants, à la rencontre de l'empereur. Sacrifice Trajan offre un sacrifice sur le seuil d'un temple. Vêtu d'une simple toge, il tient une patère. Derrière lui, le symphoniacus joue un hymne à la flûte. |       |
| XCI            | Quatre autels ont été chargés d'offrandes. Derrière, quatre victimarii tiennent chacun un bœuf par la bride. Au premier plan, parmi l'assistance, on remarque un groupe de Daces accompagnés de leurs femmes. |       |
| XCII           | Des auxiliaires germains abattent des arbres. Ils ne sont vêtus que de l'exomide, manteau qui laisse les genoux et l'épaule droite découverts. |       |
| XCII           | Les auxiliaires poursuivent leurs travaux. Le paysage semble escarpé. En arrière, au sommet d'une montagne, se dresse une petite citadelle. |       |
| XCIII          | Armée dace Un détachement de l'armée dace se regroupe dans un camp fortifié. Il passe sous un beffroi qui surmonte la porte du camp et contient le mécanisme de la herse (cataracta). |       |
| XCIV           | Assaut sur un camp romain Des Daces prennent d'assaut un camp romain. |       |
|                | Les Daces sont parvenus tout près de l'enceinte du camp. Certains soldats romains sont sortis, l'épée à la main, pour repousser l'ennemi. D'autres, restés derrière les murs, harcèlent l'assaillant de leurs armes de jet. |       |
| XCVII          | En haut à gauche, derrière des rochers, arrive en renfort le préfet du prétoire suivi de quelques soldats prétoriens, reconnaissables au panache de leurs casques. En dessous, les combats, acharnés, se poursuivent. Un Dace, armé d'une faucille, est projeté à terre. Au centre, des soldats habillés en tuniques à manches courtes, sans uniformes ni armes mais chaussés de caligae, détail permettant d'identifier leur origine, continuent de fortifier le retranchement, encore inachevé au moment de l'attaque. C'est à ce moment que Trajan apparaît sur le champ de bataille. |       |

##### Année 106
| Numéro             | Description | Image |
| ------------------ | --- | ----- |
| XCVIII XCIX        | Inauguration du pont À gauche se dresse un camp romain avec les tentes prétoriennes. Au premier-plan à gauche, des légionnaires équipés de la lorica segmentata sont venus assister au sacrifice offert par l'empereur pour célébrer la fin de la construction du pont. De celui-ci, on ne voit que les cinq premières piles et arches, ainsi que la porte fortifiée, construite du côté de la Mésie. L'empereur, en tenue de voyage, se tient à droite d'un petit autel rectangulaire chargé d'offrandes et orné de guirlandes. Il tient de la main droite une patère dont il verse le contenu sur l'autel de l'autre côté duquel un victimaire tient un taureau par la bride. Derrière l'autel, un camillus et un tibicen équipé d'une double flûte accompagnent la cérémonie. |       |
| C                  | Ville romaine de Mésie La façade du théâtre de la ville est percée de cinq passages voûtés et de six fenêtres triangulaires. Les gradins sont divisés en six cunei. À droite, un bâtiment est décoré d'une colonnade d'ordre dorique. Trajan, à droite, reçoit des ambassadeurs de plusieurs peuples barbares dont les sarmates, probablement les Iazyges qu'on reconnaît par leurs longues robes, et les Suèves, identifiables par leurs cheveux noués. |       |
| CI                 | L'armée, menée par Trajan, traverse une rivière. |       |
| CII - CIII         | En arrière-plan se dresse une ville fortifiée dont on aperçoit un petit temple. L'armée sort du camp et vient assister au sacrifice rendu par l'empereur. Nouveau sacrifice Le camillus porte le coffret à encens (acerra) et, derrière lui, le victimarius mène le taureau par la bride. Devant le camp, précédant la procession des trois victimes, trois bucinatores et un symphoniacus jouent les mélodies sacrées accompagnant le sacrifice. À l'intérieur du camp, Trajan, vêtu de la robe sacerdotale (cinctus gabinus), se tient près de l'autel. |       |
|                    | Allocution Trajan, entouré de deux de ses lieutenants et d'un licteur, s'adresse aux soldats. Parmi l'assemblée, on remarque l'aquilifer, trois porte-enseignes de cohorte, une troupe de prétoriens et un cavalier, pied à terre, dont le bouclier est attaché à la selle de son cheval. |       |
|                    | Conseil de guerre À l'intérieur du camp, à droite, Trajan préside un conseil de guerre. Passage des Portes de Fer L'armée s'avance dans un passage étroit et escarpé, les Portes de Fer. En haut avancent des chariots tirés par des mules qui transportent casques et boucliers. |       |
|                    | L'armée atteint un camp dans lequel des soldats déchargent les chariots. En bas à droite, un soldat puise de l'eau dans une rivière qui coule au pied du camp. |       |
|                    | L'armée romaine avance, divisée en deux colonnes. La colonne du bas se compose d'auxiliaires germains et parthes. En haut, Trajan commande la deuxième colonne, suivi par les porte-enseignes et précédé par un tribun et deux bucinatores. |       |
|                    | Frumentatores On est à la fin de l'été. À droite, des soldats ont été envoyés récolter la moisson. Certains coupent les épis de blé avec des faucilles, tandis que d'autres emportent les gerbes ou gardent les mulets. En arrière-plan, on aperçoit un camp dressé sur un terrain escarpé. |       |
|                    | Camp dace Un camp tenu par les Daces est construit sur les pentes de la montagne. Les défenseurs semblent sur leurs gardes. Combat dans la montagne Les Romains ont attaqué une petite troupe de Daces. |       |
|                    | À gauche, deux porte-enseignes se tiennent à l'intérieur d'un camp. Dessous, deux sentinelles montent la garde. Assaut sur Sarmizegetusa Les Romains lancent l'assaut sur la capitale dace dans la montagne et tentent d'escalader les fortifications. Les Daces, en position avantageuse, se défendent en lançant des pierres. Deux soldats romains installent des échelles pour pouvoir monter à l'assaut. En haut à droite, un soldat auxiliaire romain est parvenu à l'extrémité de son échelle et frappe d'une main un ennemi tandis qu'il tient une tête tranchée dans l'autre main. |       |
|                    | Siège de Sarmizegetusa Les murs de la ville fortifiée se composent de pierres polygonales renforcées par deux rangées de traverses de bois. Les Daces lancent des pierres et des flèches sur les assaillants. À droite, Trajan et son état-major assistent à l'assaut. |       |
|                    | Nouvel assaut Les légionnaires, secondés par les auxiliaires germains, lancent une nouvelle attaque contre les Daces qui se défendent avec un héroïsme désespéré. |       |
|                    | Les Romains, parvenus près des fortifications ennemies, commencent à détruire les lignes de retranchement ennemies avec des haches. Derrière leurs murs, les Daces harcèlent les assaillants en lançant des pierres de taille. |       |
| CXVII              | Construction d'un agger Les Romains abattent des arbres et mettent en place un agger (un rempart d'approche). |       |
| CXVIII             | À droite, Trajan reçoit un ambassadeur dace qui vient demander la paix, en présence de toute l'armée romaine. Les négociations n'aboutissent pas. |       |
| CXIX               | Incendie de la capitale Décébale donne l'ordre de mettre feu aux quartiers de la ville qu'il ne peut plus défendre. Au milieu, au second plan, un vieillard quitte la ville d'un air triste. |       |
| CXX - CXXI         | Empoisonnement Dans la capitale assiégée, de nombreux Daces partagent une eau empoisonnée pour ne pas tomber aux mains de l'ennemi. À leur droite, d'autres Daces enterrent leurs morts dans une fosse commune. |       |
| CXXII - CXXIII     | Une grande partie de l'armée dace prend la fuite. L'arbre, à droite, ferme la scène et marque la fin du siège de Sarmizegetusa. |       |
| CXXIII             | Soumission de Daces Un grand nombre de Daces sont venus implorer la clémence de Trajan, suivi de son armée. |       |
| CXXIV - CXXV       | Les Romains investissent Sarmizegetusa, la capitale dace. Les murs de la ville basse ayant été endommagés durant le siège, des soldats les renforcent à la hâte. Deux légionnaires et deux auxiliaires transportent des déblais dans des sacs. À droite, dans la ville haute, les soldats acclament Trajan imperator. |       |
| CXXVI              | Construction d'un camp Les légionnaires ont déposé armes et casques pour construire un nouveau camp. |       |
|                    | À gauche, deux enseignes sont plantées devant les tentes du quartier général. En avant, deux soldats sont postés à l'entrée du camp. À droite, les légionnaires achèvent la construction d'un autre camp. À l'intérieur, on aperçoit deux chariots chargés de barils. Complètement à droite, trois princes daces (deux sont visibles sur la scène suivante) se tiennent agenouillés et implorants devant Trajan. |       |
|                    | Pont sur pilotis L'armée romaine traverse une rivière (peut-être la Sargentia) sur un pont de bois. |       |
|                    | Un retranchement dace, fortifié avec des rondins de bois, est construit le long d'une rivière. Sur l'autre rive, des soldats romains construisent des barques. L'armée dace tente alors une sortie pour surprendre l'ennemi. |       |
|                    | Assaut Les Daces lancent l'assaut sur le camp romain qui apparaît cerné. Pour se défendre, les soldats romains lancent des pierres sur les assaillants. Ces derniers utilisent leurs boucliers pour se protéger. À droite, trois nobles daces observent l'assaut depuis un bosquet. |       |
|                    | Les Daces quittent précipitamment une de leurs forteresses. Allocution À droite, Trajan s'adresse à ses troupes. |       |
| CXXXVII - CXXXVIII | Découverte du trésor Trois soldats romains chargent des mulets de vases précieux. Il s'agirait du trésor que Décébale a tenté de dissimuler dans le lit de la rivière Sargentia, mais que les Romains ont trouvé grâce au témoignage d'un prisonnier dace. Conseil de princes daces Des nobles daces s'entretiennent et se proposent d'envoyer une députation auprès de Trajan. |       |
|                    | Suicide À gauche, un Dace se poignarde, tandis qu'un autre est tué par un de ses camarades. À droite, Trajan, entouré de son état-major, reçoit l'ambassade dace qui vient faire sa soumission. |       |
|                    | Fuite de Décébale Décébale, accompagné de quelques fidèles, tente d'échapper aux Romains et prend la fuite vers les montagnes. Des cavaliers romains se lancent à sa poursuite. |       |
|                    | Les fuyards sont peu à peu rattrapés et éliminés comme le montre un Dace qui gît mort en bas à droite. |       |
| CXLV               | Suicide de Décébale Décébale, tombe à terre, encerclé par des cavaliers Romains de l'ala II Pannoniorum, parmi lesquels le vétéran Tiberius Claudius Maximus, qui est le premier à avoir rattrapé le fuyard,. Décébale se donne la mort avec un couteau à lame recourbée afin d'éviter d'être capturé par les Romains mais trouvé mourant, la propagande romaine a qualifié cet évènement de « capture » plutôt que de « suicide ». |       |
|                    | Des soldats attachent les poignets de prisonniers daces, dont deux jeunes garçons qui sont emmenés. Il pourrait s'agir des enfants du roi Décébale. |       |
|                    | Les Romains se sont rassemblés dans un camp. Deux d'entre eux présentent la tête de Décébale décapité sur un grand plateau. La tête du chef dace est envoyée à Rome afin d' être exposée aux Gémonies,. |       |
|                    | Plusieurs princes daces sont capturés et emmenés en captivité pour figurer dans le triomphe de Trajan à Rome. |       |
|                    | Plusieurs prisonniers daces sont emmenés sous forte escorte. En arrière-plan, la présence d'animaux sauvages (un sanglier et un cerf) indiquent la nature farouche du pays. |       |
| CL                 | Complètement à gauche, le buste de la Nuit apparaît entre les montagnes. Cette personnification a également été identifiée à la Dacie. À gauche, les prisonniers sont emmenés dans une maison. À droite, les derniers résistants daces et sarmates livrent un dernier combat aux Romains. |       |
|                    | Un prisonnier est escorté par de nombreux soldats romains. À droite, des légionnaires mettent le feu à une ville fortifiée. |       |
|                    | Après avoir détruit les forteresses daces, l'armée romaine se met en marche. |       |
|                    | Déportation De nombreux Daces, dont des femmes et des enfants, sont contraints de quitter leur pays en un long cortège. |       |
|                    | Ils emmènent avec eux leur bétail. |       |